# Pierre-Jean Rémy
Jean-Pierre Angremy (Angoulême, Francia, 21 de marzo de 1937-28 de abril de 2010), conocido como Pierre-Jean Rémy, fue un diplomático y escritor francés. Fue miembro de la Academia francesa.

## Obras
- 1962 Et Gulliver mourut de sommeil
- 1963 Midi ou l’Attentat
- 1971 Le Sac du Palais d'Été (Gallimard)
- 1972 Urbanisme (Gallimard)
- 1973 Les Suicidés du printemps
- 1973 Une mort sale (Gallimard)
- 1973 La vie d'Adrian Putney, poète (Gallimard)
- 1974 Ava (Gallimard)
- 1974 Mémoires secrets pour servir à l'histoire de ce siècle (Gallimard)
- 1974 La Mort de Floria Tosca (Gallimard)
- 1975 Rêver la vie (Gallimard)
- 1976 La Figure dans la pierre (Gallimard)
- 1977 Les Enfants du Parc (Gallimard)
- 1977 Si j’étais romancier
- 1978 Callas, une vie
- 1978 Les Nouvelles Aventures du chevalier de la Barre (Gallimard)
- 1979 Cordelia, ou l'Angleterre (Gallimard)
- 1979 Orient-Express I (Albin Michel)
- 1979 Don Giovanni, Mozart, Losey (Albin Michel)
- 1979 La Petite Comtesse
- 1980 Salue pour moi le Monde (Gallimard)
- 1980 Pandora (Albin Michel)
- 1981 Un voyage d'hiver (Gallimard)
- 1982 Don Juan (Albin Michel)
- 1983 Le Dernier Été (Flammarion)
- 1983 Mata Hari
- 1984 Comédies italiennes (Flammarion)
- 1984 Orient-Express II
- 1985 La vie d’un héros (Albin Michel)
- 1985 Le Vicomte épinglé (Gallimard)
- 1986 Une ville immortelle (Albin Michel)
- 1987 Des châteaux en Allemagne (Flammarion)
- 1988 Annette, ou l’éducation des filles (Albin Michel)
- 1989 Bastille, rêver un Opéra. (Plon)
- 1989 Toscanes (Albin Michel)
- 1990 Chine (Albin Michel)
- 1991 De la photographie considérée comme un assassinat (Albin Michel)
- 1991 L’Autre Éducation sentimentale (Odile Jacob)
- 1991 Pays d’âge, poèmes
- 1992 Algérie, bords de Seine (Albin Michel)
- 1993 Qui trop embrasse (Albin Michel)
- 1994 Un cimetière rouge en Nouvelle-Angleterre
- 1994 Londres, un ABC romanesque et sentimental (Jean-Claude Lattès)
- 1995 Désir d’Europe
- 1997 Le Rose et le Blanc
- 1997 Retour d'Hélène (Gallimard)
- 1997 Mes grands bordeaux
- 1998 Aria di Roma
- 1999 La Nuit de Ferrare (Albin Michel)
- 2000 Demi-siècle (Albin Michel)
- 2001 État de grâce. Dire perdu. Trésors et secrets du Quai d'Orsay
- 2002 Berlioz (Albin Michel)
- 2002 Les Belles du Moulin Rouge (Le Cherche-Midi)
- 2004 Dictionnaire amoureux de l'Opéra (Plon)
- 2004 Chambre noire à Pékin (Albin Michel)

| Precedido por   | Pierre-Jean Rémy                                     | Sucedido por |
| --------------- | ---------------------------------------------------- | ------------ |
| Jean-Marie Drot | Director de la Academia de Francia en Roma 1994-1997 | Bruno Racine |